# 福島正長
福島 正長（ふくしま まさなが）は、江戸時代前期の人物。父は福島忠勝。福島正則の孫にあたる。

## 生涯
福島正則の次男である忠勝の長男として広島城で誕生。祖父・正則が改易されて信濃へ移った際には、江戸で叔父・福島正利に養育される。元和6年（1620年）、父・忠勝が祖父・正則に先立ち23歳で死去。福島家は叔父・正利が3000余石の旗本として福島氏を再興したが、寛永14年（1637年）嗣子なく没し一旦断絶。正長は病身だったため京都への居住を願い出て、四条の柳馬場通に移り、剃髪して宜斎と号する。天和元年（1681年）、正長の長男で忠勝の孫にあたる正勝が召し出され、幕府に小姓組番頭として仕え、以後福島氏は2000石の旗本として存続している。
元禄15年（1702年）9月3日、88歳で死去。